# Lijst van gemeenten in kanton Aargau

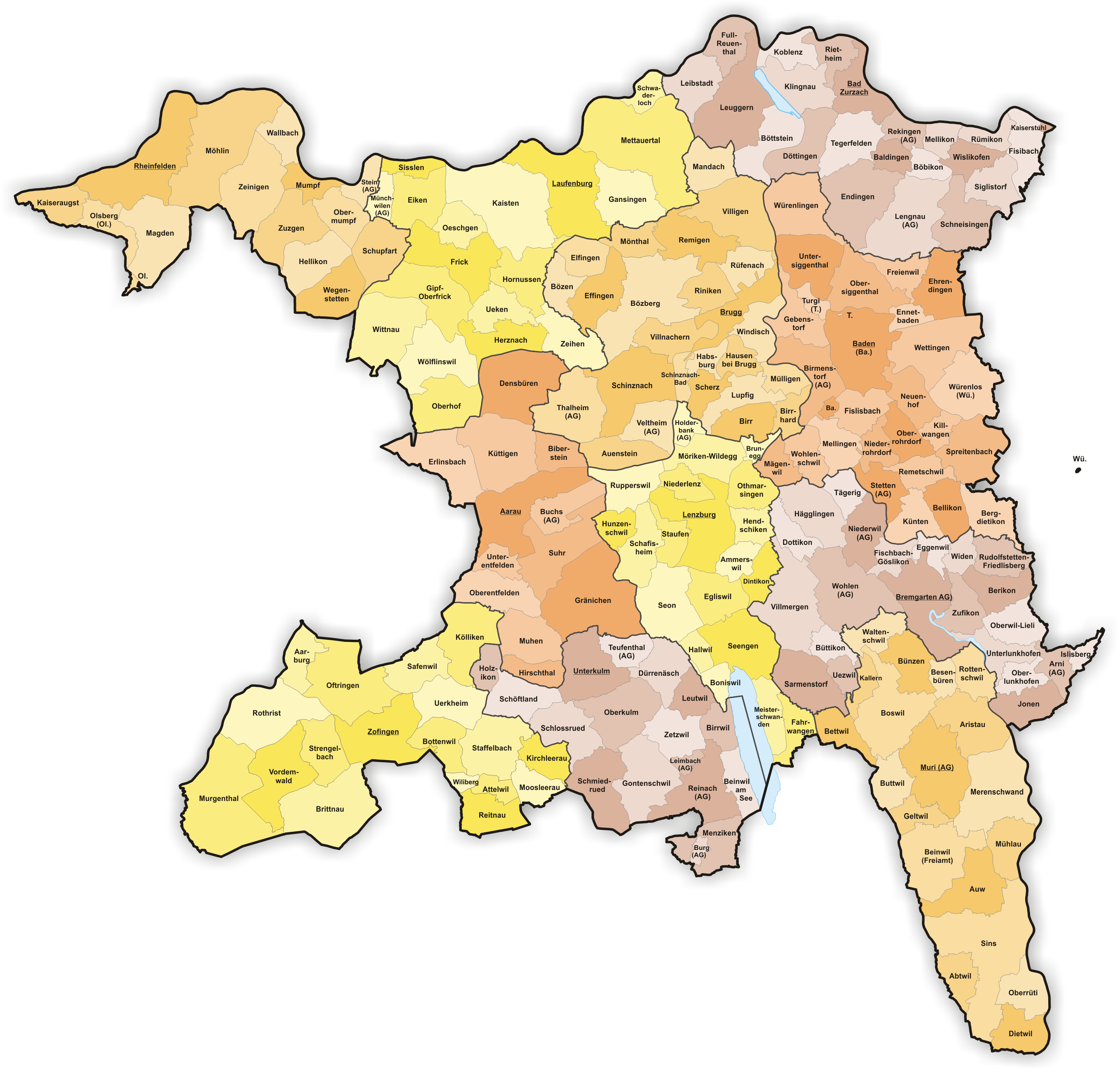
Gemeenten in Aargau

Er zijn 229 gemeenten in het Zwitserse kanton Aargau (januari 2006):
Zie ook: Lijst van Zwitserse gemeenten

## A
- Aarau
- Aarburg
- Abtwil

- Ammerswil
- Aristau
- Arni

- Attelwil
- Auenstein
- Auw

## B
- Baden
- Baldingen
- Beinwil (Freiamt)
- Beinwil am See
- Bellikon
- Benzenschwil
- Bergdietikon
- Berikon
- Besenbüren
- Bettwil

- Biberstein
- Birmenstorf
- Birr
- Birrhard
- Birrwil
- Böbikon
- Boniswil
- Boswil
- Bottenwil
- Böttstein

- Bözen
- Bremgarten
- Brittnau
- Brugg
- Brunegg
- Buchs
- Bünzen
- Burg
- Büttikon
- Buttwil

## D
- Densbüren
- Dietwil

- Dintikon
- Dottikon

- Döttingen
- Dürrenäsch

## E
- Effingen
- Eggenwil
- Egliswil

- Eiken
- Elfingen
- Endingen

- Ennetbaden
- Erlinsbach
- Etzgen

## F
- Fahrwangen
- Fischbach-Göslikon
- Fisibach

- Fislisbach
- Freienwil

- Frick
- Full-Reuenthal

## G
- Gallenkirch
- Gansingen
- Gebenstorf

- Geltwil
- Gipf-Oberfrick

- Gontenschwil
- Gränichen

## H
- Habsburg
- Hägglingen
- Hallwil
- Hausen
- Hellikon

- Hendschiken
- Hermetschwil-Staffeln
- Herznach
- Hilfikon
- Hirschthal

- Holderbank
- Holziken
- Hornussen
- Hottwil
- Hunzenschwil

## I
- Islisberg

- Ittenthal

## J
- Jonen

## K
- Kaiseraugst
- Kaiserstuhl
- Kaisten
- Kallern

- Killwangen
- Kirchleerau
- Klingnau
- Koblenz

- Kölliken
- Künten
- Küttigen

## L
- Laufenburg
- Leibstadt
- Leimbach

- Lengnau
- Lenzburg
- Leuggern

- Leutwil
- Linn
- Lupfig

## M
- Magden
- Mägenwil
- Mandach
- Meisterschwanden
- Mellikon
- Mellingen
- Menziken

- Merenschwand
- Mettau
- Möhlin
- Mönthal
- Moosleerau
- Möriken-Wildegg
- Muhen

- Mühlau
- Mülligen
- Mumpf
- Münchwilen
- Murgenthal
- Muri

## N
- Neuenhof
- Niederlenz

- Niederrohrdorf

- Niederwil

## O
- Oberbözberg
- Oberentfelden
- Oberflachs
- Oberhof
- Oberhofen
- Oberkulm

- Oberlunkhofen
- Obermumpf
- Oberrohrdorf
- Oberrüti
- Obersiggenthal

- Oberwil-Lieli
- Oeschgen
- Oftringen
- Olsberg
- Othmarsingen

## R
- Reinach
- Reitnau
- Rekingen
- Remetschwil
- Remigen

- Rheinfelden
- Rietheim
- Riniken
- Rohr
- Rothrist

- Rottenschwil
- Rudolfstetten-Friedlisberg
- Rüfenach
- Rümikon
- Rupperswil

## S
- Safenwil
- Sarmenstorf
- Schafisheim
- Scherz
- Schinznach-Bad
- Schinznach-Dorf
- Schlossrued
- Schmiedrued
- Schneisingen

- Schöftland
- Schupfart
- Schwaderloch
- Seengen
- Seon
- Siglistorf
- Sins
- Sisseln
- Spreitenbach

- Staffelbach
- Staufen
- Stein
- Stetten
- Strengelbach
- Suhr
- Sulz

## T
- Tägerig
- Tegerfelden

- Teufenthal
- Thalheim

- Turgi

## U
- Ueken
- Uerkheim
- Uezwil
- Umiken

- Unterbözberg
- Unterendingen
- Unterentfelden

- Unterkulm
- Unterlunkhofen
- Untersiggenthal

## V
- Veltheim
- Villigen

- Villmergen
- Villnachern

- Vordemwald

## W
- Wallbach
- Waltenschwil
- Wegenstetten
- Wettingen
- Widen

- Wil
- Wiliberg
- Windisch
- Wislikofen
- Wittnau

- Wohlen
- Wohlenschwil
- Wölflinswil
- Würenlingen
- Würenlos

## Z
- Zeihen
- Zeiningen
- Zetzwil

- Zofingen
- Zufikon

- Zurzach
- Zuzgen